# Erax melanothrix
Erax melanothrix är en tvåvingeart som först beskrevs av Tsacas 1960.  Erax melanothrix ingår i släktet Erax och familjen rovflugor. Inga underarter finns listade i Catalogue of Life.